# Жолобов, Аркадий Вадимович
Аркадий Вадимович Жолобов (12 октября 1962 года, Москва, РСФСР, СССР — 25 января 2024 года, Москва, Россия) — российский функционер в области искусства, член-корреспондент РАХ (2013).
В 1985 году — окончил Московский финансовый институт по специальности «финансы и кредит», в 1992 году — окончил аспирантуру Всесоюзного заочного финансово-экономического института.
В 1992 году — защитил кандидатскую диссертацию, тема: «Организация и методологические принципы аудитинга в Российской Федерации».
В 2013 году — избран членом-корреспондентом Российской академии художеств от Отделения дизайна.
В Отделении дизайна РАХ принимал участие в подготовке различных академических проектов, занимался организационно-творческой работой, с 2014 по 2015 годы — заместитель Президента по внешним связям Аппарата Президиума Российской академии художеств.